# 夜行觀覽車
《夜行觀覽車》（日语：夜行観覧車）是日本作家湊佳苗的小說，在《小說推理》的2009年8月號至2010年3月號連載後，雙葉社在2010年6月發行單行本，2013年1月發行文庫本。2013年3月發行漫畫版。
這本小說在2013年1月被改編為同名電視連續劇。

## 電視劇

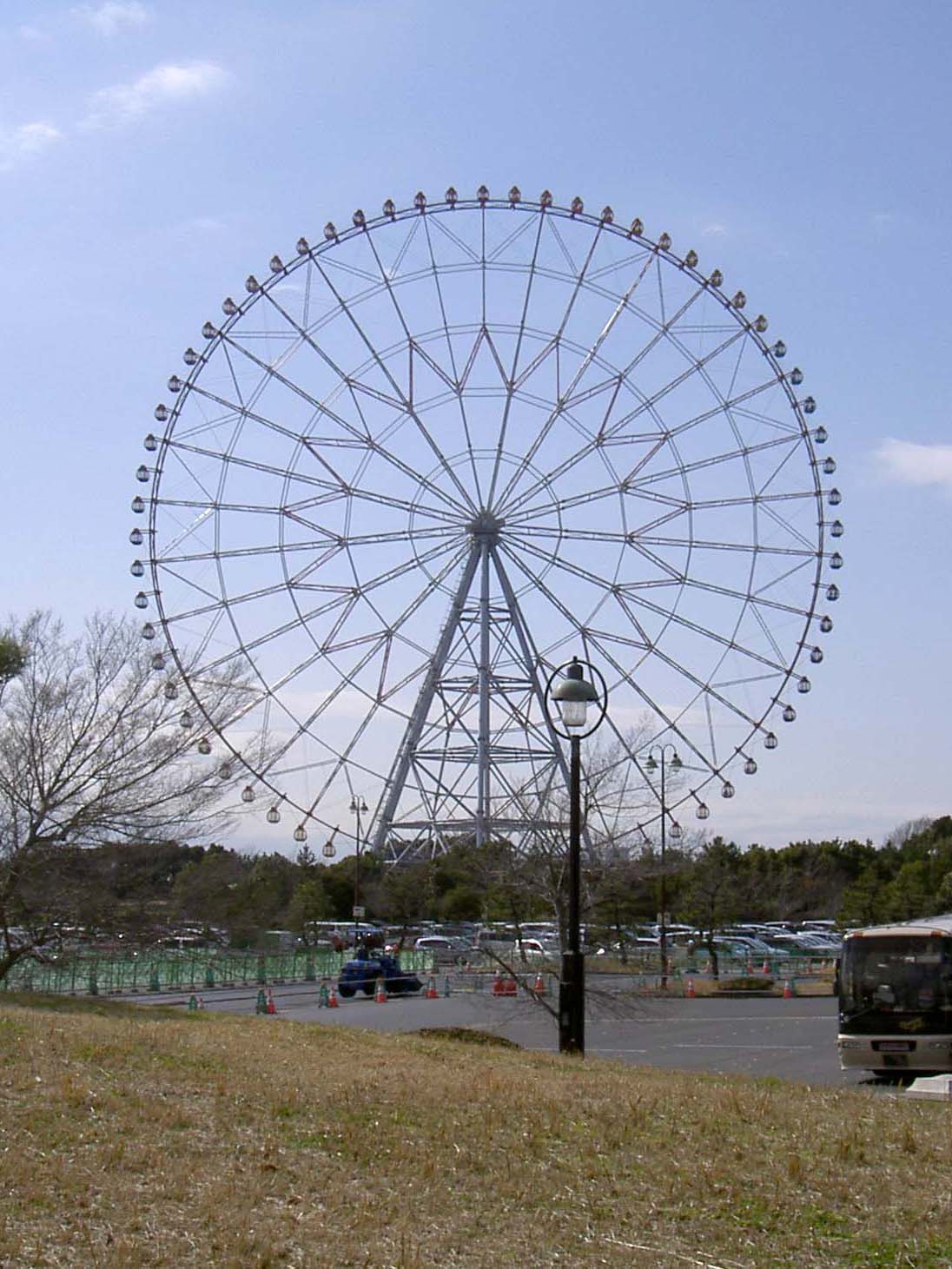
劇集中的摩天輪是江戶川區葛西臨海公園內的「鑽石與花大觀覽車」。

《夜行觀覽車》的改編電視連續劇在2013年1月18日至3月22日期間於TBS電視台播放，由鈴木京香主演，鈴木亦憑此劇獲得第76回日劇學院賞女主角獎。

### 背景
日語的「觀覽車」即是「摩天輪」，所指的是劇中位於橫濱市坂留區（虛構區名）的高級住宅「雲雀之丘」（ひばりヶ丘）四年前所建成的摩天輪，號稱是「全日本最大的」，不但成為該處的地標，也象徵住在該處的居民所擁有富裕的生活，成為區外人所羨慕及嚮往的地方。劇中經常以摩天輪的特寫（特別是晚上亮燈時）來作為不同情節間的穿插和過場，不但和劇名呼應，也道出在這表面風光的高級住宅中，被掩飾和不為人知的秘密及危機。
《夜行觀覽車》是湊佳苗繼《告白》後另一個以欺凌為題材的作品。女主角遠藤真弓在家庭內外均受到鄰居的白眼（特別是自治會婦女部的會員，他們嫌遠藤家不夠富庶；對於真弓上班的事情也無法理解；甚至還會偷偷查看他們家每天所拋棄的垃圾）和女兒彩花對自己的欺凌（因她在學校受到校園欺凌，因此將不滿情緒發洩在母親身上）。整個故事由一宗在住宅區內的謀殺案開始，從而帶出案發前後各角色間種種的事端及微妙關係。
電視劇版本有部份內容和小說版並不相同，尤以最後的兩集，許多情節均未有在小說版中出現或提及過。

### 角色列表

#### 遠藤家
- 遠藤真弓：鈴木京香（香港配音：陸惠玲）

超級市場兼職員工，因厭倦丈夫因工作關係要經常搬家，同時又一心夢想在高級住宅區中居住，以35年的房貸於雲雀之丘購地建屋。本姓：中村。
- 遠藤啓介：宮迫博之（雨後敢死隊（日语：雨上がり決死隊））（香港配音：葉振聲）

真弓之丈夫，本於建築公司任職，後因公司打算推行提早退休計劃，害怕自己會被裁員而離職並自組公司，瞞著真弓等人，向高橋弘幸借貸一千萬日圓，高橋弘幸死後，真弓才在結城哲也中得悉事件。對家庭不太關心，個性被動且膽小怕事。彩花將不滿情緒發洩在妻子真弓身上時，他都只是選擇逃避而不伸出援手。
- 遠藤彩花：杉咲花（香港配音：羅杏芝）

啓介及真弓的女兒。本投考清修學院但失敗，轉至公立浦濱中學就讀，受同班兼小學同學志保等人所欺凌，因此將不滿情緒發洩在母親身上。深感自己患上了「坡道症」。對慎司有好感但難於啟齒，轉而喜歡與慎司外貌十分相近的男藝人高木俊介。

#### 高橋家
- 高橋淳子：石田百合子（香港配音：黃玉娟）

弘幸的第二任妻子。遠藤家未搬入前，因區內沒有同年齡的朋友而每每感到寂寞，和真弓關係良好，由於不喜歡小島聰子陰險的性格，因此常常幫助遠藤家。相當關心親生兒子慎司的學業成績，總希望自己和慎司的表現能與已故的前妻、前妻的子女良幸相提並論。
- 高橋弘幸：田中哲司（香港配音：張錦江）

開設整形外科醫院，劇中謀殺案的死者，因此案引發出一連串的事件。
- 高橋良幸：安田章大（關8）（少年期：庄司龍成）（香港配音：麥皓豐）

弘幸與前妻所生的長子，就讀京都大學醫學院，因想自創事業，而且不習慣生父和繼母同住，因而獨自搬離橫濱於京都獨自生活，父親去世後，自大學退學，接手醫院事務。
- 高橋比奈子：宮崎香蓮（日语：宮崎香蓮）（香港配音：何寶珊）

弘幸與淳子所生的長女，就讀於清修學院高等部，與父親、母親及弟弟同住。凶案當日因準備高考，同時不能忍受遠藤家經常傳來吵吵鬧鬧的聲音，於是到同學家中溫習功課，對整件事情毫不知情，事後深感後悔。
- 高橋慎司：中川大志（香港配音：黃積權）

弘幸與淳子所生的次子，是良幸的同父異母弟弟。清修學院初中生，學業成績普通，但運動天份極好，被選入學校籃球隊。案發當晚失踪，被便利店的閉路電視拍攝到他與真弓交談，並拿了真弓所給予的一萬日圓鈔票，一度被視為嫌疑犯之一。
- 田中晶子：堀内敬子（香港配音：劉惠雲）

淳子的妹妹，亦是真弓的同事。
- 田中浩次：榊英雄（日语：榊英雄）（香港配音：蕭徽勇）

晶子的丈夫，同樣怕事，不希望妻子介入遠藤家的家事。

#### 小島家
- 小島聰子：夏木麻里（香港配音：許盈）

雲雀之丘自治會婦女部部長，極力維護「雲雀之丘」的價觀值，對遠藤一家甚為鄙視，也經常嘲諷真弓家中的狀況，但最後卻是成了修補遠藤家之間不和關係的中間人。
- 小島雅臣：小泉孝太郎（香港配音：梁偉德）

聰子的兒子，紐約學成後回到日本，但他和媳婦皆不能接受母親的那種諸事八卦、凡事愛管的性格，因此一直都不肯和她共住。

#### 自治會婦女部
- 安藤美千代：長谷川稀世
- 倉井雅子：大崎由利子
- 春崎修子：長野里美
- 月岡朝子：津村純子

#### 橫濱市立浦濱中學
- 村田志保：吉田里琴 （香港配音：黃昕瑜）

彩花的小學及中學同學，本與彩花為好友，初中一年級時因在一場籃球比賽中對慎司一見鍾情，原本請彩花從中牽線，希望認識對方，但沒有成功，憤而對彩花欺凌。
- 佐伯南：岡本夏美（早安女孩Chu!Chu!Chu!）

彩花的好朋友，與志保一起欺凌彩花。
- 堂島陽佳：町田佳代

跟志保與小南一起捉弄彩花。
- 小久保：春川恭亮

彩花的任課教師。

#### 清修學院
- 鈴木步美：荒井萌

比奈子的朋友。
- 林由香 / 木下里沙：澤井遙 / 普天間美崎

比奈子的同學。
- 吉川綠：大谷英子

比奈子的任課教師。

#### 警署
- 結城哲也：高橋克典（香港配音：陳廷軒）

神奈川縣坂留警察署刑事部第一課第一係長，警部補。真弓的大學同學，負責調查高橋弘幸被殺的案件。已離婚，和前妻及就讀小學六年級的兒子已有五年沒有見過面。
- 藤川亙：南圭介（香港配音：李致林）

結城的下屬。
- 山村：春海四方（香港配音：朱子聰）

結城的同事。

#### 其他
- 高木俊介：中川大志（分飾）

當紅男藝人，外貌與慎司十分相似。
- 野上明：瀧裕可里

良幸的女友。
- 植村：AI（特別感謝 / 完結篇）[5]

真弓的同事。

### 集數列表
| 集數                                                      | 播出日期 | 標題                                           | 編劇       | 導演       | 收視率 |
| --------------------------------------------------------- | -------- | ---------------------------------------------- | ---------- | ---------- | ------ |
| 1                                                         | 1月18日  | （高級住宅區的殺人案件！惡意的漩渦…家族崩壞）  | 奥寺佐渡子 | 塚原亞由子 | 11.7%  |
| 2                                                         | 1月25日  | （隱藏在美麗街道中的秘密…神秘的失蹤）          | 奥寺佐渡子 | 山本剛義   | 12.2%  |
| 3                                                         | 2月1日   | （家庭的齒輪開始狂亂的轉動著…逃亡中的母子）    | 奥寺佐渡子 | 塚原亞由子 | 12.3%  |
| 4                                                         | 2月8日   | （丈夫的秘密與謊言…兄妹面對的殘酷現實）        | 清水友佳子 | 山本剛義   | 10.8%  |
| 5                                                         | 2月15日  | （逐漸加深的惡意…抓狂的女兒及大聲呼喚的母親）  | 奥寺佐渡子 | 塚原亞由子 | 11.6%  |
| 6                                                         | 2月22日  | （悲傷的犯罪告白…終於逮捕到犯人!?）            | 清水友佳子 | 山本剛義   | 9.8%   |
| 7                                                         | 3月1日   | （事件發生當時丈夫看到的是…瘋狂的2位母親）     | 奥寺佐渡子 | 棚澤孝義   | 11.4%  |
| 8                                                         | 3月8日   | （遭到殺害的父親的本性是!?無法獲得諒解的親人） | 奥寺佐渡子 | 塚原亞由子 | 10.8%  |
| 9                                                         | 3月15日  | （完結篇〜前篇〜事件發生當晚的家庭悲劇）       | 清水友佳子 | 山本剛義   | 11.0%  |
| 大結局                                                    | 3月22日  | （犯人說出事件的動機…家庭的未來）              | 奥寺佐渡子 | 塚原亞由子 | 13.9%  |
| 平均收視率：11.6%（收視率由Video Research於關東地區統計） |          |                                                |            |            |        |

## 外部連結
- 小說單行本介紹頁（日語）
- TBS官方網站（日語）
- 互联网电影数据库（IMDb）上《夜行觀覽車》的资料（英文）

| 日本TBS電視台 周五连续剧                                | 日本TBS電視台 周五连续剧                               | 日本TBS電視台 周五连续剧 |
| ------------------------------------------------------- | ------------------------------------------------------ | ------------------------ |
|                                                         | 夜行观览车 （2013年1月18日－3月22日）                  |                          |
| 大奧 ～誕生【有功·家光篇】 （2012年10月12日－12月14日） | TAKE FIVE～我们能盗取爱吗～ （2013年4月19日－6月21日） |                          |

| 香港 無綫網絡電視煲劇1台 星期日14:00-16:00及21:00-23:00                  | 香港 無綫網絡電視煲劇1台 星期日14:00-16:00及21:00-23:00 | 香港 無綫網絡電視煲劇1台 星期日14:00-16:00及21:00-23:00         |
| ------------------------------------------------------------------------ | ------------------------------------------------------- | --------------------------------------------------------------- |
|                                                                          | （2013年9月22日－10月20日）                             |                                                                 |
| （2013年9月15日）                                                        | 不要哭，小原 （2013年10月27日－11月24日）               |                                                                 |
| 香港 無綫電視翡翠台 星期一 凌晨劇集時段（每次播映兩集） 12月8日 暫停播映 |                                                         |                                                                 |
| （2014年10月6日－11月10日）                                              | （2014年11月17日－12月22日）                            | 醉後決定愛上你 （2014年12月29日－2015年5月4日）（每次播映一集） |

| 臺灣 緯來日本台 週一至週五 22:00 - 00:00 | 臺灣 緯來日本台 週一至週五 22:00 - 00:00 | 臺灣 緯來日本台 週一至週五 22:00 - 00:00 |
| ---------------------------------------- | ---------------------------------------- | ---------------------------------------- |
|                                          | （2014年9月8日－9月19日）                |                                          |
| （2014年9月1日－9月5日）                 | （2014年9月22日－10月21日）              |                                          |